# باشاران، کویوجاک
باشاران (ترکی استانبولی: Başaran) قصبه‌ای کوچک در بخش کویوجاکِ استان آیدینِ ترکیه است. در سال ۲۰۰۰، این شهر ۱۴۷۷ نفر جمعیت داشت.